# Jeremy Thorpe
John Jeremy Thorpe PC (født 29. april 1929 i South Kensington, London – død 4. december 2014 i London) var en britisk politiker, der var leder af det liberale parti fra 1967 til 1976.

## Barndom og ungdom
Både Jeremy Thorpes far og morfar havde været konservative medlemmer af Underhuset. I Thorpes barndomshjem kom der mange politikere på besøg. Én af de besøgende var den tidligere liberale partileder og premierminister David Lloyd George (død 1945). Lloyd Georges datter, den walisiske politiker Megan Lloyd George (1902–1966) var Jeremy Thorpes gudmoder.
David Lloyd George blev Jeremy Thorpes første politiske helt. I 1947 blev Jeremy Thorpe indskrevet på universitet i Oxford. I oktober 1949 blev han valgt til formand for Oxford University Liberal Club.
I 1952 var Jeremy Thorpe medstifter af The Radical Reform Group, der ønskede en socialliberal og keynesiansk velfærdspolitik.

## Medlem af Underhuset
Fra 1959 til 1979 repræsenterede Jeremy Thorpe North Devon i det britiske parlament. I 1979 tabte han kredsen til den konservative Tony Speller, der holdt kredsen, indtil han tabte den til den liberaldemokratiske Nick Harvey i 1992. Harvey var viceforsvarsminister i 2010–2012.
.

## Partileder
Jeremy Thorpe blev valgt til leder af det liberale parti i 1967, og han beholdt posten til 1976.

## Ægteskaber
Jeremy Thorpe var gift to gange. I 1968 giftede han sig med Caroline Allpass. Hun omkom ved en bilulykke allerede i 1970.
Hans andet ægteskab var med den østrigsk fødte koncertpianistinde Marion Stein (1926–2014). Dette ægteskab blev indgået i 1973, og det varede, indtil hun døde i marts 2014.
Marion Stein havde tidligere været gift med George Lascelles, 7. jarl af Harewood (1923–2011). George Lascelles var søn af den kongelige prinsesse Mary og dattersøn af Georg 5. af Storbritannien. Marion Stein og George Lascelles var forældre til tre sønner.

## Thorpe-affæren
I midten af 1970'erne begyndte Thorpe-affæren (Thorpe affair eller Rinkagate) at rulle. Det endte med, at Jeremy Thorpe blev frifundet i slutningen af 1979, men uroen gjorde, at Thorpe måtte trække sig som partileder i 1976, og at han blev stemt ud af Underhuset den 5. maj 1979.
Thorpe-affæren ikke blevet belyst fuldt ud. Den 24. oktober 1975 skød revolvermanden Andrew Newton en Granddanois hund ved navn Rinka. Hunden tilhørte den tidligere mandlige model Norman Scott (også kendt som Norman Josiffe).
Rygtet gik, at Norman Scott var det virkelige mål for skuddet. Motivet skulle så være, Jeremy Thorpe engang i 1960'erne skulle have haft et delvist homoseksuelt forhold til Norman Scott. Det ville kunne skade det liberale parti, hvis beskyldningerne kom offentligt frem. Thorpe havde været ven med Scott, men han benægtede, at de havde haft et seksuelt forhold.
Thorpe-affæren blev i 2018 filmatiseret som miniserie i tre dele under titlen A Very English Scandal, på dansk: En engelsk skandale, med skuespilleren Hugh Grant i rollen som Thorpe.